# August Karl Rosiwal
 August Karl Rosiwal Lebensgang  (2 de desembre de 1860, Viena - 9 d'octubre de 1923, íd) va ser un geòleg austríac.
Des del 1885 fins a 1891 fou assistent de Franz Toula. El 1892 va començar donant conferències gratuïtes en mineralogia i petrografia i després a partir del 1898 per fi cobrava honoraris de les seves conferències. Bona part dels seus estudis els va realitzar de forma autodidacta. El 1918 i fins a la seva mort ocorreguda el 1923 va assumir l'administració del "Institut Geològic de la Universitat de Viena", succeint en el càrrec el seu mentor Franz Toula. Va realitzar una exhaustiva datació, dels detalls geològics d'Àustria.
Ha llegat algunes quantes coses a la humanitat: destaquen l'escala de Rosiwal i el Principis o mètode de Rosiwal, que bàsicament és un mètode d'anàlisi petrogràfica i que va conduir al desenvolupament de l'estereografia.
El mètode de Rosiwal (també anomenat de Delesse i Rosiwal) tracta de realitzar una anàlisi quantitativa del contingut dels minerals individuals que componen una roca (vegeu: anàlisi modal). S'aplica només a roques metamòrfiques. Consisteix en càlculs de proporcions basats en línies traçades molt pròximes entre si i mesures sobre cada material diferent, per aquesta mesura es calcula proporcionalment l'àrea de cada material i de la mateixa manera s'aplica al volum.